# Copa Argentina 2024
La Copa Argentina 2024 (conosciuta anche con il nome di Copa Argentina "AXION energy" 2024 per motivi di sponsorizzazione), è stata la 14ª edizione del torneo ad eliminazione diretta nazionale di calcio argentino organizzato dalla AFA. Il torneo, che ha preso avvio il 25 gennaio 2024 e si è concluso l'11 dicembre dello stesso anno, ha visto la partecipazione di 64 squadre.
Il torneo è stato vinto dal Central Córdoba di Santiago del Estero, che ha battuto in finale il Vélez con il risultato di 1-0. In tal modo il Central Córdoba ha vinto la sua prima manifestazione sotto egida AFA della sua storia, nonché la qualificazione alla Copa Libertadores 2025 e alla finale della Supercopa Argentina 2024.

## Formato
Al torneo hanno partecipato 64 squadre appartenenti a tutte le categorie del futbol argentino, distribuite in un tabellone "tennistico". Le squadre partecipanti erano:
- le 28 squadre della Liga Profesional 2024;
- le migliori 15 squadre di ogni zona della Primera B Nacional 2023:
- la squadra vincitrice della Primera B 2023 insieme alle migliori 4 squadre della Tabla general del medesimo torneo;
- le 8 squadre classificatesi al 1º e al 2º posto di ogni zona del Torneo Federal A 2023, insieme alle 2 migliori terze;
- la squadra vincitrice della Primera C 2023, le 2 migliori squadre classificatesi nella Tabla general e la squadra vincitrice del Torneo reducido;
- le due squadre vincitrici dei tornei Apertura e Clausura della Primera D 2023.

Il sorteggio del tabellone è avvenuto il 19 dicembre 2023 Rispetto alle precedenti edizioni della manifestazione, il sorteggio ha escluso qualsiasi tipo di scontro tra squadre rivali fino alla finale.
Tutte le partite si sono disputate su gara unica in campo neutro. Se al termine dei tempi regolamentari permaneva il pareggio, il regolamento della manifestazione prevedeva la disputa diretta dei calci di rigore.

## Squadre partecipanti
Nota: le categorie di appartenenza di ogni squadra fanno riferimento alla stagione 2023, nella quale hanno ottenuto la qualificazione. In grassetto le squadre attualmente in competizione; in carattere normale le squadre eliminate.

### Primera División
- Argentinos Juniors (ottavi di finale)
- Arsenal Sarandí (sedicesimi di finale)
- Atl. Tucumán (sedicesimi di finale)
- Banfield (ottavi di finale)
- Barracas Central (ottavi di finale)
- Belgrano (trentaduesimi di finale)
- Boca Juniors (semifinali)
- Central Córdoba (SdE) (campione)
- Colón (SF) (sedicesimi di finale)
- Defensa y Justicia (trentaduesimi di finale)
- Estudiantes (LP) (sedicesimi di finale)
- Gimnasia (LP) (quarti di finale)
- Godoy Cruz (ottavi di finale)
- Huracán (semifinali)

- Independiente (quarti di finale)
- Instituto (C) (trentaduesimi di finale)
- Lanús (trentaduesimi di finale)
- Newell's Old Boys (ottavi di finale)
- Platense (sedicesimi di finale)
- Racing Club (sedicesimi di finale)
- River Plate (sedicesimi di finale)
- Rosario Central (sedicesimi di finale)
- San Lorenzo (ottavi di finale)
- Sarmiento (J) (trentaduesimi di finale)
- Talleres (C) (ottavi di finale)
- Tigre (trentaduesimi di finale)
- Unión (SF) (trentaduesimi di finale)
- Vélez Sarsfield (finale)

### Primera B Nacional
- Agropecuario (trentaduesimi di finale)
- Almirante Brown (sedicesimi di finale)
- Atlético Rafaela (sedicesimi di finale)
- Chacarita Juniors (sedicesimi di finale)
- Def. de Belgrano (trentaduesimi di finale)
- Dep. Maipú (trentaduesimi di finale)
- Dep. Riestra (sedicesimi di finale)
- Estudiantes (RC) (trentaduesimi di finale)

- Gimnasia (M) (sedicesimi di finale)
- Independiente Rivadavia (sedicesimi di finale)
- Mitre (SdE) (ottavi di finale)
- Quilmes (trentaduesimi di finale)
- San Martín (SJ) (trentaduesimi di finale)
- San Martín (T) (trentaduesimi di finale)
- Temperley (quarti di finale)

### Primera B
- Argentino (Q) (trentaduesimi di finale)
- Comunicaciones (trentaduesimi di finale)
- Los Andes (trentaduesimi di finale)

- San Miguel (trentaduesimi di finale)
- Talleres (RdE) (quarti di finale)

### Torneo Federal A
- Argentino (MM) (trentaduesimi di finale)
- Central Norte (S) (trentaduesimi di finale)
- Ciudad de Bolívar (trentaduesimi di finale)
- Douglas Haig (trentaduesimi di finale)
- Gimnasia (S) (trentaduesimi di finale)

- Independiente (C) (trentaduesimi di finale)
- Juv. Unida (SL) (sedicesimi di finale)
- Olimpo (trentaduesimi di finale)
- Sp. Las Parejas (trentaduesimi di finale)
- Villa Mitre (trentaduesimi di finale)

### Primera C
- Dep. Laferrere (trentaduesimi di finale)
- Excursionistas (trentaduesimi di finale)

- Ferrocarril Midland (trentaduesimi di finale)
- San Martín (B) (trentaduesimi di finale)

### Primera D
- Centro Español (trentaduesimi di finale)

- El Porvenir (sedicesimi di finale)

## Tabellone
|  | Trentaduesimi di finale | Trentaduesimi di finale | Trentaduesimi di finale |  |  | Sedicesimi di finale    | Sedicesimi di finale    | Sedicesimi di finale |                   |       | Ottavi di finale          | Ottavi di finale          | Ottavi di finale |               |       | Quarti di finale | Quarti di finale | Quarti di finale      |                       |   | Semifinali | Semifinali | Semifinali            |                       |   | Finale | Finale | Finale |  |
|  |                         |                         |                         |  |  |                         |                         |                      |                   |       |                           |                           |                  |               |       |                  |                  |                       |                       |   |            |            |                       |                       |   |        |        |        |  |
|  | Boca Juniors            | Boca Juniors            | 3                       |  |  |                         |                         |                      |                   |       |                           |                           |                  |               |       |                  |                  |                       |                       |   |            |            |                       |                       |   |        |        |        |  |
|  | Central Norte (S)       | Central Norte (S)       | 0                       |  |  | Boca Juniors            | Boca Juniors            | 2                    |                   |       |                           |                           |                  |               |       |                  |                  |                       |                       |   |            |            |                       |                       |   |        |        |        |  |
|  | Almirante Brown (r)     | Almirante Brown (r)     | 3 (3)                   |  |  | Almirante Brown         | Almirante Brown         | 1                    |                   |       |                           |                           |                  |               |       |                  |                  |                       |                       |   |            |            |                       |                       |   |        |        |        |  |
|  | San Martín (T)          | San Martín (T)          | 3 (3)                   |  |  |                         |                         |                      |                   |       | Boca Juniors (r)          | Boca Juniors (r)          | 1 (8)            |               |       |                  |                  |                       |                       |   |            |            |                       |                       |   |        |        |        |  |
|  | Talleres (C)            | Talleres (C)            | 3                       |  |  |                         |                         | Talleres (C)         | Talleres (C)      | 1 (7) |                           |                           |                  |               |       |                  |                  |                       |                       |   |            |            |                       |                       |   |        |        |        |  |
|  | Agropecuario            | Agropecuario            | 0                       |  |  | Talleres (C)            | Talleres (C)            | 1                    |                   |       |                           |                           |                  |               |       |                  |                  |                       |                       |   |            |            |                       |                       |   |        |        |        |  |
|  | Colón (SF)              | Colón (SF)              | 2                       |  |  | Colón (SF)              | Colón (SF)              | 0                    |                   |       |                           |                           |                  |               |       |                  |                  |                       |                       |   |            |            |                       |                       |   |        |        |        |  |
|  | Los Andes               | Los Andes               | 1                       |  |  |                         |                         |                      |                   |       | Boca Juniors (r)          | Boca Juniors (r)          | 1 (2)            |               |       |                  |                  |                       |                       |   |            |            |                       |                       |   |        |        |        |  |
|  | Rosario Central (r)     | Rosario Central (r)     | 1 (4)                   |  |  |                         |                         |                      |                   |       |                           |                           | Gimnasia (LP)    | Gimnasia (LP) | 1 (1) |                  |                  |                       |                       |   |            |            |                       |                       |   |        |        |        |  |
|  | Douglas Haig            | Douglas Haig            | 1 (3)                   |  |  | Rosario Central         | Rosario Central         | 0                    |                   |       |                           |                           |                  |               |       |                  |                  |                       |                       |   |            |            |                       |                       |   |        |        |        |  |
|  | Barracas Central (r)    | Barracas Central (r)    | 0 (4)                   |  |  | Barracas Central        | Barracas Central        | 1                    |                   |       |                           |                           |                  |               |       |                  |                  |                       |                       |   |            |            |                       |                       |   |        |        |        |  |
|  | San Miguel              | San Miguel              | 0 (2)                   |  |  |                         |                         |                      |                   |       | Barracas Central          | Barracas Central          | 0                |               |       |                  |                  |                       |                       |   |            |            |                       |                       |   |        |        |        |  |
|  | Atl. Tucumán            | Atl. Tucumán            | 4                       |  |  |                         |                         | Gimnasia (LP)        | Gimnasia (LP)     | 1     |                           |                           |                  |               |       |                  |                  |                       |                       |   |            |            |                       |                       |   |        |        |        |  |
|  | Def. de Belgrano        | Def. de Belgrano        | 0                       |  |  | Atl. Tucumán            | Atl. Tucumán            | 1                    |                   |       |                           |                           |                  |               |       |                  |                  |                       |                       |   |            |            |                       |                       |   |        |        |        |  |
|  | Gimnasia (LP)           | Gimnasia (LP)           | 2                       |  |  | Gimnasia (LP)           | Gimnasia (LP)           | 2                    |                   |       |                           |                           |                  |               |       |                  |                  |                       |                       |   |            |            |                       |                       |   |        |        |        |  |
|  | Centro Español          | Centro Español          | 1                       |  |  |                         |                         |                      |                   |       | Boca Juniors              | Boca Juniors              | 3                |               |       |                  |                  |                       |                       |   |            |            |                       |                       |   |        |        |        |  |
|  | San Lorenzo             | San Lorenzo             | 1                       |  |  |                         |                         |                      |                   |       |                           |                           |                  |               |       |                  |                  | Vélez Sarsfield       | Vélez Sarsfield       | 4 |            |            |                       |                       |   |        |        |        |  |
|  | Independiente (C)       | Independiente (C)       | 0                       |  |  | San Lorenzo             | San Lorenzo             | 2                    |                   |       |                           |                           |                  |               |       |                  |                  |                       |                       |   |            |            |                       |                       |   |        |        |        |  |
|  | Tigre                   | Tigre                   | 1 (4)                   |  |  | Chacarita Juniors       | Chacarita Juniors       | 0                    |                   |       |                           |                           |                  |               |       |                  |                  |                       |                       |   |            |            |                       |                       |   |        |        |        |  |
|  | Chacarita Juniors (r)   | Chacarita Juniors (r)   | 1 (5)                   |  |  |                         |                         |                      |                   |       | San Lorenzo               | San Lorenzo               | 1                |               |       |                  |                  |                       |                       |   |            |            |                       |                       |   |        |        |        |  |
|  | Arsenal Sarandí         | Arsenal Sarandí         | 1                       |  |  |                         |                         | Vélez Sarsfield      | Vélez Sarsfield   | 3     |                           |                           |                  |               |       |                  |                  |                       |                       |   |            |            |                       |                       |   |        |        |        |  |
|  | Estudiantes (RC)        | Estudiantes (RC)        | 0                       |  |  | Arsenal Sarandí         | Arsenal Sarandí         | 1                    |                   |       |                           |                           |                  |               |       |                  |                  |                       |                       |   |            |            |                       |                       |   |        |        |        |  |
|  | Vélez Sarsfield         | Vélez Sarsfield         | 2                       |  |  | Vélez Sarsfield         | Vélez Sarsfield         | 2                    |                   |       |                           |                           |                  |               |       |                  |                  |                       |                       |   |            |            |                       |                       |   |        |        |        |  |
|  | Sp. Las Parejas         | Sp. Las Parejas         | 1                       |  |  |                         |                         |                      |                   |       | Vélez Sarsfield           | Vélez Sarsfield           | 1                |               |       |                  |                  |                       |                       |   |            |            |                       |                       |   |        |        |        |  |
|  | Lanús                   | Lanús                   | 0                       |  |  |                         |                         |                      |                   |       |                           |                           | Independiente    | Independiente | 0     |                  |                  |                       |                       |   |            |            |                       |                       |   |        |        |        |  |
|  | El Porvenir             | El Porvenir             | 1                       |  |  | El Porvenir             | El Porvenir             | 0                    |                   |       |                           |                           |                  |               |       |                  |                  |                       |                       |   |            |            |                       |                       |   |        |        |        |  |
|  | Godoy Cruz (r)          | Godoy Cruz (r)          | 0 (4)                   |  |  | Godoy Cruz              | Godoy Cruz              | 4                    |                   |       |                           |                           |                  |               |       |                  |                  |                       |                       |   |            |            |                       |                       |   |        |        |        |  |
|  | San Martín (SJ)         | San Martín (SJ)         | 0 (3)                   |  |  |                         |                         |                      |                   |       | Godoy Cruz                | Godoy Cruz                | 0                |               |       |                  |                  |                       |                       |   |            |            |                       |                       |   |        |        |        |  |
|  | Dep. Maipú              | Dep. Maipú              | 1 (7)                   |  |  |                         |                         | Independiente        | Independiente     | 3     |                           |                           |                  |               |       |                  |                  |                       |                       |   |            |            |                       |                       |   |        |        |        |  |
|  | Juv. Unida (SL) (r)     | Juv. Unida (SL) (r)     | 1 (8)                   |  |  | Juv. Unida (SL)         | Juv. Unida (SL)         | 0                    |                   |       |                           |                           |                  |               |       |                  |                  |                       |                       |   |            |            |                       |                       |   |        |        |        |  |
|  | Independiente           | Independiente           | 3                       |  |  | Independiente           | Independiente           | 2                    |                   |       |                           |                           |                  |               |       |                  |                  |                       |                       |   |            |            |                       |                       |   |        |        |        |  |
|  | Dep. Laferrere          | Dep. Laferrere          | 0                       |  |  |                         |                         |                      |                   |       | Vélez Sarsfield           | Vélez Sarsfield           | 0                |               |       |                  |                  |                       |                       |   |            |            |                       |                       |   |        |        |        |  |
|  | Racing Club             | Racing Club             | 3                       |  |  |                         |                         |                      |                   |       |                           |                           |                  |               |       |                  |                  |                       |                       |   |            |            | Central Córdoba (SdE) | Central Córdoba (SdE) | 1 |        |        |        |  |
|  | San Martín (B)          | San Martín (B)          | 0                       |  |  | Racing Club             | Racing Club             | 1                    |                   |       |                           |                           |                  |               |       |                  |                  |                       |                       |   |            |            |                       |                       |   |        |        |        |  |
|  | Instituto (C)           | Instituto (C)           | 1                       |  |  | Talleres (RdE)          | Talleres (RdE)          | 2                    |                   |       |                           |                           |                  |               |       |                  |                  |                       |                       |   |            |            |                       |                       |   |        |        |        |  |
|  | Talleres (RdE)          | Talleres (RdE)          | 2                       |  |  |                         |                         |                      |                   |       | Talleres (RdE) (r)        | Talleres (RdE) (r)        | 1 (4)            |               |       |                  |                  |                       |                       |   |            |            |                       |                       |   |        |        |        |  |
|  | Independiente Rivadavia | Independiente Rivadavia | 1                       |  |  |                         |                         | Banfield             | Banfield          | 1 (3) |                           |                           |                  |               |       |                  |                  |                       |                       |   |            |            |                       |                       |   |        |        |        |  |
|  | Argentino (Q)           | Argentino (Q)           | 0                       |  |  | Independiente Rivadavia | Independiente Rivadavia | 1                    |                   |       |                           |                           |                  |               |       |                  |                  |                       |                       |   |            |            |                       |                       |   |        |        |        |  |
|  | Banfield                | Banfield                | 6                       |  |  | Banfield                | Banfield                | 2                    |                   |       |                           |                           |                  |               |       |                  |                  |                       |                       |   |            |            |                       |                       |   |        |        |        |  |
|  | Ciudad de Bolívar       | Ciudad de Bolívar       | 0                       |  |  |                         |                         |                      |                   |       | Talleres (RdE)            | Talleres (RdE)            | 0                |               |       |                  |                  |                       |                       |   |            |            |                       |                       |   |        |        |        |  |
|  | Argentinos Juniors      | Argentinos Juniors      | 2                       |  |  |                         |                         |                      |                   |       |                           |                           | Huracán          | Huracán       | 1     |                  |                  |                       |                       |   |            |            |                       |                       |   |        |        |        |  |
|  | Gimnasia (S)            | Gimnasia (S)            | 1                       |  |  | Argentinos Juniors      | Argentinos Juniors      | 1                    |                   |       |                           |                           |                  |               |       |                  |                  |                       |                       |   |            |            |                       |                       |   |        |        |        |  |
|  | Defensa y Justicia      | Defensa y Justicia      | 1                       |  |  | Atlético Rafaela        | Atlético Rafaela        | 0                    |                   |       |                           |                           |                  |               |       |                  |                  |                       |                       |   |            |            |                       |                       |   |        |        |        |  |
|  | Atlético Rafaela        | Atlético Rafaela        | 2                       |  |  |                         |                         |                      |                   |       | Argentinos Juniors        | Argentinos Juniors        | 1 (4)            |               |       |                  |                  |                       |                       |   |            |            |                       |                       |   |        |        |        |  |
|  | Platense (r)            | Platense (r)            | 0 (4)                   |  |  |                         |                         | Huracán (r)          | Huracán (r)       | 1 (5) |                           |                           |                  |               |       |                  |                  |                       |                       |   |            |            |                       |                       |   |        |        |        |  |
|  | Olimpo                  | Olimpo                  | 0 (2)                   |  |  | Platense                | Platense                | 0 (4)                |                   |       |                           |                           |                  |               |       |                  |                  |                       |                       |   |            |            |                       |                       |   |        |        |        |  |
|  | Huracán (r)             | Huracán (r)             | 0 (4)                   |  |  | Huracán (r)             | Huracán (r)             | 0 (5)                |                   |       |                           |                           |                  |               |       |                  |                  |                       |                       |   |            |            |                       |                       |   |        |        |        |  |
|  | Villa Mitre             | Villa Mitre             | 0 (2)                   |  |  |                         |                         |                      |                   |       | Huracán                   | Huracán                   | 1                |               |       |                  |                  |                       |                       |   |            |            |                       |                       |   |        |        |        |  |
|  | Estudiantes (LP)        | Estudiantes (LP)        | 3                       |  |  |                         |                         |                      |                   |       |                           |                           |                  |               |       |                  |                  | Central Córdoba (SdE) | Central Córdoba (SdE) | 2 |            |            |                       |                       |   |        |        |        |  |
|  | Argentino (MM)          | Argentino (MM)          | 0                       |  |  | Estudiantes (LP)        | Estudiantes (LP)        | 1                    |                   |       |                           |                           |                  |               |       |                  |                  |                       |                       |   |            |            |                       |                       |   |        |        |        |  |
|  | Central Córdoba (SdE)   | Central Córdoba (SdE)   | 3                       |  |  | Central Córdoba (SdE)   | Central Córdoba (SdE)   | 2                    |                   |       |                           |                           |                  |               |       |                  |                  |                       |                       |   |            |            |                       |                       |   |        |        |        |  |
|  | Quilmes                 | Quilmes                 | 1                       |  |  |                         |                         |                      |                   |       | Central Córdoba (SdE) (r) | Central Córdoba (SdE) (r) | 0 (3)            |               |       |                  |                  |                       |                       |   |            |            |                       |                       |   |        |        |        |  |
|  | Dep. Riestra            | Dep. Riestra            | 1                       |  |  |                         |                         | Newell's Old Boys    | Newell's Old Boys | 0 (2) |                           |                           |                  |               |       |                  |                  |                       |                       |   |            |            |                       |                       |   |        |        |        |  |
|  | Comunicaciones          | Comunicaciones          | 0                       |  |  | Dep. Riestra            | Dep. Riestra            | 0                    |                   |       |                           |                           |                  |               |       |                  |                  |                       |                       |   |            |            |                       |                       |   |        |        |        |  |
|  | Newell's Old Boys       | Newell's Old Boys       | 2                       |  |  | Newell's Old Boys       | Newell's Old Boys       | 1                    |                   |       |                           |                           |                  |               |       |                  |                  |                       |                       |   |            |            |                       |                       |   |        |        |        |  |
|  | Ferrocarril Midland     | Ferrocarril Midland     | 0                       |  |  |                         |                         |                      |                   |       | Central Córdoba (SdE)     | Central Córdoba (SdE)     | 2                |               |       |                  |                  |                       |                       |   |            |            |                       |                       |   |        |        |        |  |
|  | Unión (SF)              | Unión (SF)              | 1                       |  |  |                         |                         |                      |                   |       |                           |                           | Temperley        | Temperley     | 1     |                  |                  |                       |                       |   |            |            |                       |                       |   |        |        |        |  |
|  | Gimnasia (M)            | Gimnasia (M)            | 2                       |  |  | Gimnasia (M)            | Gimnasia (M)            | 0                    |                   |       |                           |                           |                  |               |       |                  |                  |                       |                       |   |            |            |                       |                       |   |        |        |        |  |
|  | Belgrano                | Belgrano                | 1                       |  |  | Mitre (SdE)             | Mitre (SdE)             | 1                    |                   |       |                           |                           |                  |               |       |                  |                  |                       |                       |   |            |            |                       |                       |   |        |        |        |  |
|  | Mitre (SdE)             | Mitre (SdE)             | 2                       |  |  |                         |                         |                      |                   |       | Mitre (SdE)               | Mitre (SdE)               | 0 (2)            |               |       |                  |                  |                       |                       |   |            |            |                       |                       |   |        |        |        |  |
|  | Sarmiento (J)           | Sarmiento (J)           | 1 (3)                   |  |  |                         |                         | Temperley (r)        | Temperley (r)     | 0 (3) |                           |                           |                  |               |       |                  |                  |                       |                       |   |            |            |                       |                       |   |        |        |        |  |
|  | Temperley (r)           | Temperley (r)           | 1 (4)                   |  |  | Temperley (r)           | Temperley (r)           | 1 (5)                |                   |       |                           |                           |                  |               |       |                  |                  |                       |                       |   |            |            |                       |                       |   |        |        |        |  |
|  | River Plate             | River Plate             | 3                       |  |  | River Plate             | River Plate             | 1 (4)                |                   |       |                           |                           |                  |               |       |                  |                  |                       |                       |   |            |            |                       |                       |   |        |        |        |  |
|  | Excursionistas          | Excursionistas          | 0                       |  |  |                         |                         |                      |                   |       |                           |                           |                  |               |       |                  |                  |                       |                       |   |            |            |                       |                       |   |        |        |        |  |

## Risultati

### Trentaduesimi di finale
| Arbitro: | Martínez |

|                                         |           |  |
| Correa 19’ Méndez 40’ Méndez 87’ (rig.) | Marcatori |  |

Con la vittoria per 3-0 sull'Argentino de Monte Maíz, l'Estudiantes si è qualificato ai sedicesimi di finale.
| Arbitro: | Possi |

|                         |           |                       |
| Mammini 13’ Sánchez 17’ | Marcatori | 28’ (aut.) M. Ledesma |

Con la vittoria per 2-1 sul Centro Español, il Gimnasia de La Plata si è qualificato ai sedicesimi di finale.
| Arbitro: | Gil |

|                |           |  |
| Benegas 90+15’ | Marcatori |  |

Con la vittoria per 1-0 sul Comunicaciones, il Deportivo Riestra si è qualificato ai sedicesimi di finale.
| Arbitro: | Trucco |

|              |           |                        |
| Barinaga 68’ | Marcatori | 45+4’ Romero 60’ Posse |

Con la vittoria per 2-1 sul Belgrano, il Mitre si è qualificato ai sedicesimi di finale.
| Arbitro: | Mastrángelo |

|                                         |           |  |
| Borja 49’ Mastantuono 68’ Ruberto 90+3’ | Marcatori |  |

Con la vittoria per 3-0 sull'Excursionistas, il River Plate si è qualificato ai sedicesimi di finale.
| Arbitro: | Penel |

|                                           |                      |                                        |
| Alemán 50’                                | Marcatori            | 53’ Salinas                            |
| Ortega Nardelli Alemán Sánchez Miño Garay | Tiri di rigore 4 – 5 | Pisano Pombo Salinas Rodríguez Brandán |

La partita, sul momentaneo risultato di 1-0 a favore del Tigre, è stata sospesa al 55º minuto di gioco dall'arbitro Ariel Penel dopo il lancio da una tribuna di una bottiglia (il cui autore è un tifoso del Tigre) che ha colpito Fernando Brandán, giocatore del Chacarita Juniors. il Tribunal de Disciplina della AFA ha successivamente deciso di far riprendere l'incontro il 17 aprile, sempre nello stesso stadio ma a porte chiuse. Con il risultato di parità perdurante dopo la disputa dei tempi regolamentari, sono stati necessari i calci di rigore dai quali è uscito vincitore il Chacarita Juniors, che in tal modo ha battuto il Tigre e si è qualificato ai sedicesimi di finale.
| Arbitro: | Espinoza |

|                       |           |                    |
| Osorio 32’ Aquino 88’ | Marcatori | 69’ (aut.) Guidara |

Con la vittoria per 2-1 sullo Sportivo Las Parejas, il Vélez Sarsfield si è qualificato ai sedicesimi di finale.
| Arbitro: | Arasa |

|                                      |                      |                                        |
| Paredes 41’                          | Marcatori            | 68’ Sánchez                            |
| Ferreyra Quiroz Amarilla Díaz Mónaco | Tiri di rigore 3 – 4 | Da Campo Krüger Frías Angelini Arturia |

Permanendo il risultato di pareggio (1-1) dopo la fine dei tempi regolamentari, sono stati necessari i calci di rigore dai quali è uscito vincitore il Temperley, che in tal modo ha battuto il Sarmiento e si è qualificato ai sedicesimi di finale.
| Arbitro: | Zamora |

|               |           |  |
| Tarragona 59’ | Marcatori |  |

Con la vittoria per 1-0 sull'Independiente di Chivilcoy, il San Lorenzo si è qualificato ai sedicesimi di finale.
| Arbitro: | Lamolina |

|                                        |           |  |
| Portillo 38’ Bustos 81’ Martínez 90+2’ | Marcatori |  |

Con la vittoria per 3-0 sull'Agropecuario, il Talleres de Córdoba si è qualificato ai sedicesimi di finale.
| Arbitro: | Echenique |

|                                                      |                      |                                           |
| Cervera 17’                                          | Marcatori            | 39’ Olego                                 |
| Malcorra M. Martínez Komar Sández Hernández Lo Celso | Tiri di rigore 4 – 3 | Ibarra Díaz Sandona Cuello Olego Stancato |

Permanendo il risultato di pareggio (1-1) dopo la fine dei tempi regolamentari, sono stati necessari i calci di rigore dai quali è uscito vincitore il Rosario Central, che in tal modo ha battuto il Douglas Haig e si è qualificato ai sedicesimi di finale.
| Arbitro: | Ferreyra |

|  |           |               |
|  | Marcatori | 17’ Quinteros |

Con la vittoria per 1-0 sul Lanús, l'El Porvenir si è qualificato ai sedicesimi di finale.
| Arbitro: | Gariano |

|                         |           |           |
| Viveros 18’ Perelló 82’ | Marcatori | 38’ Busse |

Con la vittoria per 2-1 sul Gimnasia y Tiro, l'Argentinos Juniors si è qualificato ai sedicesimi di finale.
| Arbitro: | Dóvalo |

|                                                     |           |  |
| Bajamich 50’ Estigarribia 84’ Ponce 90’ Ponce 90+2’ | Marcatori |  |

Con la vittoria per 4-0 sul Defensores de Belgrano, l'Atletico Tucumán si è qualificato ai sedicesimi di finale.
| Arbitro: | Pafundi |

|           |           |                       |
| Togni 35’ | Marcatori | 8’ Portillo 18’ Vidal |

Con la vittoria per 2-1 sul Defensa y Justicia, l'Atlético Rafaela si è qualificato ai sedicesimi di finale.
| Arbitro: | Rapallini |

|                                      |           |  |
| Martínez 57’ Carbonero 67’ Salas 83’ | Marcatori |  |

Con la vittoria per 3-0 sul San Martín de Burzaco, il Racing Club si è qualificato ai sedicesimi di finale.
| Arbitro: | Lobo Medina |

|                             |           |  |
| Fernández 59’ Fernández 82’ | Marcatori |  |

Con la vittoria per 2-0 sul Ferrocarril Midland, il Newell's Old Boys si è qualificato ai sedicesimi di finale.
| Arbitro: | Mastrángelo |

|                                     |           |  |
| Luna 41’ Mancuello 63’ Quiñónez 76’ | Marcatori |  |

Con la vittoria per 3-0 sul Deportivo Laferrere, l'Independiente si è qualificato ai sedicesimi di finale.
| Arbitro: | Tello |

|                                     |           |  |
| Cavani 17’ Cavani 56’ Merentiel 74’ | Marcatori |  |

Con la vittoria per 3-0 sul Central Norte, il Boca Juniors si è qualificato ai sedicesimi di finale.
| Arbitro: | Herrera |

|                                   |                      |                                      |
| Conechny Poggi Cejas Barrios Arce | Tiri di rigore 4 – 3 | González Zacaría Olguín Cáseres Casa |

Permanendo il risultato di pareggio (0-0) dopo la fine dei tempi regolamentari, sono stati necessari i calci di rigore dai quali è uscito vincitore il Godoy Cruz, che in tal modo ha battuto il San Martín de San Juan e si è qualificato ai sedicesimi di finale.
| Arbitro: | Rey Hilfer |

|                                        |                      |                                  |
| Pellegrino Suso Marcich Hachen Vázquez | Tiri di rigore 4 – 2 | Osurak Affranchino Hadad Osinaga |

Permanendo il risultato di pareggio (0-0) dopo la fine dei tempi regolamentari, sono stati necessari i calci di rigore dai quali è uscito vincitore il Platense, che in tal modo ha battuto l'Olimpo e si è qualificato ai sedicesimi di finale.
| Arbitro: | Comesaña |

|              |           |  |
| Petrasso 84’ | Marcatori |  |

Con la vittoria per 1-0 sull'Argentino de Quilmes, l'Independiente Rivadavia si è qualificato ai sedicesimi di finale.
| Arbitro: | Gariano |

|                                       |           |            |
| Sanabria 34’ Kalinski 36’ Atencio 41’ | Marcatori | 50’ Parisi |

Con la vittoria per 3-1 sul Quilmes, il Central Córdoba di Santiago del Estero si è qualificato ai sedicesimi di finale.
| Arbitro: | Rey Hilfer |

|        |           |                           |
| Bay 3’ | Marcatori | 61’ Enrique 69’ Monserrat |

Con la vittoria per 2-1 sull'Instituto, il Talleres de Remedios de Escalada si è qualificato ai sedicesimi di finale.
| Arbitro: | Echenique |

|                                    |                      |                                              |
| Pussetto Soñora Pereyra Echeverría | Tiri di rigore 4 – 2 | Manchafico González Gatica Mancinelli Vivani |

Permanendo il risultato di pareggio (0-0) dopo la fine dei tempi regolamentari, sono stati necessari i calci di rigore dai quali è uscito vincitore l'Huracán, che in tal modo ha battuto il Villa Mitre e si è qualificato ai sedicesimi di finale.
| Arbitro: | Llobet |

|                                                                                        |           |  |
| Maciel 11’ Sepúlveda 20’ M. González 41’ M. González 59’ M. Giménez 69’ M. Giménez 83’ | Marcatori |  |

Con la vittoria per 6-0 sul Ciudad de Bolívar, il Banfield si è qualificato ai sedicesimi di finale.
| Arbitro: | Gariano |

|                           |                      |                               |
| Mater Zalazar Candia Arce | Tiri di rigore 4 – 2 | Rojas Kippes Melivilo Ferrero |

Permanendo il risultato di pareggio (0-0) dopo la fine dei tempi regolamentari, sono stati necessari i calci di rigore dai quali è uscito vincitore il Barracas Central, che in tal modo ha battuto il San Miguel e si è qualificato ai sedicesimi di finale.
| Arbitro: | Echavarría |

|            |           |                     |
| Pittón 28’ | Marcatori | 17’ Silba 88’ Solís |

Con la vittoria per 2-1 sull'Unión, il Gimnasia de Mendoza si è qualificato ai sedicesimi di finale.
| Arbitro: | Brizuela |

|                                                                   |                      |                                                                    |
| Rasic 68’                                                         | Marcatori            | 81’ T. Garro                                                       |
| Ostachuk Moyano Viguet Ortega Ramírez Rasic Coronel Lloi Mansilla | Tiri di rigore 7 – 8 | De Hoyos Persia Riera M. Gómez T. Garro Tello J. Gómez Ojeda Garro |

Permanendo il risultato di pareggio (1-1) dopo la fine dei tempi regolamentari, sono stati necessari i calci di rigore dai quali è uscito vincitore il Juventud Unida Universitario, che in tal modo ha battuto il Deportivo Maipú e si è qualificato ai sedicesimi di finale.
| Arbitro: | Barraza |

|                    |           |  |
| Domingo 43’ (rig.) | Marcatori |  |

Co la vittoria per 1-0 sull'Estudiantes de Rio Cuarto, l'Arsenal si è qualificato ai sedicesimi di finale.
| Arbitro: | Lamolina |

|                                  |           |          |
| N. Fernández 61’ (aut.) Lago 72’ | Marcatori | 75’ Páez |

Con la vittoria per 2-1 sul Los Andes, il Colón si è qualificato ai sedicesimi di finale.
| Arbitro: | Gariano |

|                                 |                      |                                        |
| Almada 4’ Gauna 25’ T. Díaz 37’ | Marcatori            | 56’ Banegas 80’ Banegas 90+4’ Klusener |
| Vera Iglesias Gauna Stable Miño | Tiri di rigore 3 – 1 | Klusener Arias P. Hernández Moreno     |

Permanendo il risultato di pareggio (3-3) dopo la fine dei tempi regolamentari, sono stati necessari i calci di rigore dai quali è uscito vincitore l'Almirante Brown, che in tal modo ha battuto il San Martín de Tucumán e si è qualificato ai sedicesimi di finale.

### Sedicesimi di finale
| Arbitro: | Echavarría |

|           |           |                      |
| Salas 66’ | Marcatori | 6’ Duré 90+3’ Guzmán |

Con la vittoria per 2-1 sul Racing Club, il Talleres de Remedios si è qualificato agli ottavi di finale.
| Arbitro: | Rapallini |

|  |           |                     |
|  | Marcatori | 60’ Canelo 88’ Luna |

Con la vittoria per 2-0 sullo Juventud Unida Universitario, l'Independiente si è qualificato agli ottavi di finale.
| Arbitro: | Cavallero |

|  |           |                |
|  | Marcatori | 90+2’ Triverio |

Con la vittoria per 1-0 sul Mitre de Santiago del Estero, il Gimnasia de Mendoza si è qualificato agli ottavi di finale.
| Arbitro: | Penel |

|  |           |         |
|  | Marcatori | 23’ May |

Con la vittoria per 1-0 sul Deportivo Riestra, il Newell's Old Boys si è qualificato agli ottavi di finale.
| Arbitro: | Zunino |

|                                                 |                      |                                                   |
| F. Martínez 90+1’                               | Marcatori            | 50’ Barco                                         |
| Ilarregui Souto Scolari Ibáñez L. López Segovia | Tiri di rigore 5 – 4 | Colidio Barco Simón Fonseca Sant'Anna D. Martínez |

Permanendo il risultato di pareggio (1-1) dopo la fine dei tempi regolamentari, sono stati necessari i calci di rigore dai quali è uscito vincitore il Temperley, che in tal modo ha battuto il River Plate e si è qualificato agli ottavi di finale.
| Arbitro: | Baliño |

|                         |           |                                 |
| Estigarribia 84’ (rig.) | Marcatori | 73’ (rig.) de Blasis 90’ Colazo |

Con la vittoria per 2-1 sull'Atlético Tucumán, il Gimnasia de La Plata si è qualificato agli ottavi di finale.
| Arbitro: | Lamolina |

|  |           |                                                    |
|  | Marcatori | 5’ Pino 50’ Badaloni 81’ R. Fernández 84’ Ulariaga |

Con la vittoria per 4-0 sull'El Porvenir, il Godoy Cruz si è qualificato agli ottavi di finale.
| Arbitro: | Echavarría |

|           |           |                           |
| Ramis 70’ | Marcatori | 39’ Sepúlveda 51’ Giménez |

Con la vittoria per 2-1 sull'Independiente Rivadavia, il Banfield si è qualificato agli ottavi di finale.
| Arbitro: | Pafundi |

|            |           |  |
| Gondou 90’ | Marcatori |  |

Con la vittoria per 1-0 sull'Atlético de Rafaela, l'Argentinos Juniors si è qualificato agli ottavi di finale.
| Arbitro: | Gariano |

|                         |           |                              |
| D. Fernández 88’ (aut.) | Marcatori | 47’ Pizzini 79’ T. Fernández |

Con la vittoria per 2-1 sull'Arsenal, il Vélez si è qualificato agli ottavi di finale.
| Arbitro: | Ramírez |

|               |           |  |
| Girotti 45+3’ | Marcatori |  |

Con la vittoria per 1-0 sul Colón, il Talleres de Córdoba si è qualificato agli ottavi di finale.
| Arbitro: | Rey Hilfer |

|                              |           |  |
| Leguizamón 7’ Leguizamón 23’ | Marcatori |  |

Con la vittoria per 2-0 sul Chacarita Juniors, il San Lorenzo si è qualificato agli ottavi di finale.
| Arbitro: | Falcón Pérez |

|                                              |                      |                                                |
| Vázquez Saborido Marcich Rivero Russo Angulo | Tiri di rigore 4 – 5 | Pussetto Carrizo Soñora Alarcón Garate Alfonso |

Permanendo il risultato di pareggio (0-0) dopo la fine dei tempi regolamentari, sono stati necessari i calci di rigore dai quali è uscito vincitore l'Huracán, che in tal modo ha battuto il Platense e si è qualificato agli ottavi di finale.
| Arbitro: | Echavarría |

|                            |           |          |
| Merentiel 45+2’ Cavani 52’ | Marcatori | 77’ Vera |

Con la vittoria per 2-1 sull'Almirante Brown, il Boca Juniors si è qualificato agli ottavi di finale.
| Arbitro: | Dóvalo |

|  |           |              |
|  | Marcatori | 45+2’ Candia |

Con la vittoria per 1-0 sul Rosario Central, il Barracas Central si è qualificato agli ottavi di finale.
| Arbitro: | Gariano |

|            |           |                         |
| Piatti 62’ | Marcatori | 13’ Atencio 50’ Atencio |

Con la vittoria per 2-1 sull'Estudiantes, il Central Córdoba si è qualificato agli ottavi di finale.

### Ottavi di finale
| Arbitro: | Trucco |

|                                  |                      |                                      |
| Romero Posse Isa Luna Piris Díaz | Tiri di rigore 2 – 3 | Ilarregui Souto Frías Ayunta Arturia |

Permanendo il risultato di pareggio (0-0) dopo la fine dei tempi regolamentari, sono stati necessari i calci di rigore dai quali è uscito vincitore il Temperley, che in tal modo ha battuto il Mitre e si è qualificato ai quarti di finale.
| Arbitro: | Rapallini |

|            |           |                                      |
| Cuello 61’ | Marcatori | 10’ Ordoñez 62’ Romero 90+2’ Carrizo |

Con la vittoria per 3-1 sul San Lorenzo, il Vélez Sarsfield si è qualificato ai quarti di finale.
| Arbitro: | Arasa |

|                                                 |                      |                                                  |
| A. Rodríguez 90+2’                              | Marcatori            | 53’ Ábila                                        |
| D. Rodríguez Verón Molina Prieto Galván Herrera | Tiri di rigore 4 – 5 | Carrizo Fattori Echeverría Alarcón Pereyra Tobio |

Permanendo il risultato di pareggio (1-1) dopo la fine dei tempi regolamentari, sono stati necessari i calci di rigore dai quali è uscito vincitore l'Huracán, che in tal modo ha battuto l'Argentinos Juniors e si è qualificato ai quarti di finale.
| Arbitro: | Echenique |

|                                                |                      |                                                       |
| Duré 43’                                       | Marcatori            | 22’ Y. Rodríguez                                      |
| Enrique Achucarro Duré Pulicastro Molina Denis | Tiri di rigore 4 – 3 | Bisanz di Ritis M. Echeverría Galván Cañete Bonifacio |

Permanendo il risultato di pareggio (1-1) dopo la fine dei tempi regolamentari, sono stati necessari i calci di rigore dai quali è uscito vincitore il Talleres de Remedios de Escalada, che in tal modo ha battuto il Banfield e si è qualificato ai quarti di finale.
| Arbitro: | Baliño |

|                                      |                      |                                               |
| Vázquez Meli Varaldo Atencio Abascia | Tiri di rigore 3 – 2 | Carabajal T. Pérez Salcedo Velázquez Miljevic |

Permanendo il risultato di pareggio (0-0) dopo la fine dei tempi regolamentari, sono stati necessari i calci di rigore dai quali è uscito vincitore il Central Córdoba, che in tal modo ha battuto il Newell's e si è qualificato ai quarti di finale.
| Arbitro: | Herrera |

|  |           |               |
|  | Marcatori | 53’ Domínguez |

Con la vittoria per 1-0 sul Barracas Central, il Gimnasia de La Plata si è qualificato ai quarti di finale.
| Arbitro: | Echavarría |

|  |           |                                  |
|  | Marcatori | 56’ Montiel 73’ López 88’ Tarzia |

Con la vittoria per 3-0 sul Godoy Cruz, l'Independiente si è qualificato ai quarti di finale.
| Arbitro: | Merlos |

|                                                                                       |                      |                                                                                                 |
| Aguirre 15’                                                                           | Marcatori            | 19’ Girotti                                                                                     |
| Zeballos Giménez Zenón Lema Fernández Blanco Saralegui Medina Anselmino Barinaga Brey | Tiri di rigore 8 – 7 | Tarragona Ortegoza Martínez Portillo Benavídez Galarza Suárez Mantilla Moyano Rodríguez Herrera |

Permanendo il risultato di pareggio (1-1) dopo la fine dei tempi regolamentari, sono stati necessari i calci di rigore dai quali è uscito vincitore il Boca Juniors, che in tal modo ha battuto il Talleres de Córdoba e si è qualificato ai quarti di finale.

### Quarti di finale
| Arbitro: | Arasa |

|                          |           |               |
| Florentín 50’ Cabral 57’ | Marcatori | 5’ Baldunciel |

Con la vittoria per 2-1 sul Temperley, il Central Córdoba si è qualificato alle semifinali.
| Arbitro: | Dóvalo |

|  |           |             |
|  | Marcatori | 32’ Ramírez |

Con la vittoria per 1-0 sul Talleres de Remedios de Escalada, l'Huracán si è qualificato alle semifinali.
| Arbitro: | Rapallini |

|            |           |  |
| Aquino 54’ | Marcatori |  |

Con la vittoria per 1-0 sull'Independiente, il Vélez si è qualificato alle semifinali.
| Arbitro: | Baliño |

|                              |                      |                                              |
| Anselmino 8’                 | Marcatori            | 65’ de Blasis                                |
| Rojo Merentiel Figal Giménez | Tiri di rigore 2 – 1 | de Blasis Castillo Troyansky Morales Zalazar |

Permanendo il risultato di pareggio (1-1) dopo la fine dei tempi regolamentari, sono stati necessari i calci di rigore dai quali è uscito vincitore il Boca Juniors, che in tal modo ha battuto il Gimnasia de La Plata e si è qualificato alle semifinali.

### Semifinali
| Arbitro: | Trucco |

|                 |           |                           |
| de la Fuente 7’ | Marcatori | 18’ Atencio 37’ Florentín |

Con la vittoria per 2-1 sull'Huracán, il Central Córdoba de Santiago del Estero si è qualificato alla finale.
| Arbitro: | Echavarría |

|                                      |           |                                                   |
| Cavani 44’ Zeballos 70’ Belmonte 80’ | Marcatori | 7’ Pizzini 20’ (aut.) Figal 84’ Bouzat 89’ Bouzat |

Con la vittoria per 4-3 sul Boca Juniors, il Vélez Sarsfield si è qualificato alla finale.

### Finale
| Arbitro: | Pérez |

|  |           |           |
|  | Marcatori | 53’ Godoy |

Con la vittoria per 1-0 sul Vélez, il Central Córdoba di Santiago del Estero ha vinto la finale aggiudicandosi la Copa Argentina 2024.

## Statistiche

### Classifica marcatori
| Gol |  |  | Giocatore       | Squadra               |
| --- |  |  | --------------- | --------------------- |
| 4   |  |  | Rodrigo Atencio | Central Córdoba (SdE) |
| 4   |  |  | Edinson Cavani  | Boca Juniors          |
| 3   |  |  | Milton Giménez  | Banfield-Boca Juniors |
| 3   |  |  | Claudio Aquino  | Vélez                 |

## Verdetti
- Qualificazione alla Copa Libertadores 2025 e alla finale di Supercopa Argentina 2024
  -  Central Córdoba (SdE) (vincitore del torneo)